# Hajtás
A hajtás (cormus) csak a szövetes növényekre (hajtásos növényekre) jellemző leveles szár, azaz a szövetes növények szára és levele együtt. Fiatalkori alakja a rügy. A rügy központi része a rügy tengelye, erre borulnak rá a levélkezdemények. A tengelyből lesz a szár, a levélkezdeményekből lomblevelek fejlődnek ki. A rügyet rügypikkelyek boríthatják, ezek a fedett rügyek. Ha nincsenek rügypikkelyek, csupasz rügyekről beszélünk. A szár a hajtás főtengelye, a levelek a hajtás tengelyfüggelékei. Törzsfejlődéstanilag a szártengely az idősebb képződmény, a levelek oldaltelomák (villás oldalágak) ellaposodásával és tengelykinövésekkel keletkeztek. A hajtás szára mechanikai (támasztó-) szöveteket is tartalmaz, mely lehetővé teszi a negatív geotropizmust.
A levelek a száron meghatározott rendben, a szárcsomókon (nóduszokon) erednek, ezek tövében leveles oldalágak fejlődnek. A szárcsomók közötti szakaszokat szártagoknak (internodiumoknak) nevezzük. A szárcsomók közti távolság függvényében beszélhetünk hosszú szártagú hosszúhajtásról, rövid szártagú rövidhajtásról – mindkettő korlátlan növekedésű –, valamint a korlátozott növekedésű, igen rövid szártagú törpehajtásról (ez általában a levelekkel együtt hullik le).
A virág rövid szártagú, korlátolt növekedésű, szaporodásra módosult leveleket hordozó hajtás.

## Hosszúhajtás, rövidhajtás, törpehajtás
A fás szárú növények egy jól megfigyelhető hajtásrendszertípusa a hosszúhajtás-rövidhajtás elrendezés. Ennél a koronát kétfajta hajtás alkotja: a fő tengelyeket a hosszú szártagokkal (internodium, a szárcsomók – nóduszok – közötti szakaszok neve) rendelkező hosszúhajtások alkotják, míg az oldalirányú tengelyeket a szártagok nélküli, jóval rövidebb rövidhajtások teszik ki. Törpehajtás a korlátolt növekedésű rövidhajtás neve (fenyők levelénél). Ennek az elrendezésnek klasszikus példája a lombhullató páfrányfenyő, a Ginkgo biloba.
A rövidhajtások általában nem játszanak szerepet a növény szárának kialakulásában, gyakran a virágokat hordozzák. Korábban a fenyőfélék alcsaládjait hosszú- és rövidhajtásaik megoszlása alapján különböztették meg – manapság ezeket csak alakköröknek tekintik. A rövid- és a hosszúhajtás korlátlan növekedésű, a törpehajtás korlátozott növekedésű és nagyon rövid szártagú, többnyire lehullik a levelekkel együtt.
A gyorsan növekvő hosszúhajtások a fa koronájának külső szélén igyekeznek minél szélesebb, illetve magasabbra törő koronát kialakítani magas megvilágítású környezetben. A hosszúhajtás egymástól távol eső szárcsomóin levelekben gazdag, szárcsomók nélküli oldalágak (rövidhajtás) képződnek.
A vörösfenyők ágak végén található egyéves hajtásai hosszúhajtások, évente 10-30 cm-t nőnek, rajtuk a tűlevelek magánosan állnak; az idősebb, évente csak néhány mm-t növő törpehajtásokon 20-40-es csomókban, „rozettában” állnak a tűlevelek – a jobb oldali képen ez látható.
A hosszúhajtás-rövidhajtás elrendezést evolúciós és ökológiai szempontból még keveset vizsgálták. Sivatagi és félsivatagi környezetben, teljes megvilágításban számos példa található a hosszúhajtás-rövidhajtás elrendezésre. Számos előnye lehet ennek a megoldásnak:
- Különösen sivatagokban, a száraz évszakban az „alvó” cserje vagy fa a csapadék lehullta után pár napon belül képes fotoszintetizáló leveleket növeszteni. A növekedést gyorsítja, hogy nem kell szárszövetet növeszteni.
- A hosszúhajtás-rövidhajtás elrendezésű fás szárú növények a kevesebb elágazódás miatt a napfényt beljebb tudják engedni, hogy mélyen áthassa a lombozatot, és ne csak a korona tetejét és széleit érje.
- A virágzatok a rövidhajtásokon képződnek, kis távolságra a tápanyagokat nyújtó levelektől.
- A levelek általában fürtökben nőnek, rövid levélnyéllel, olyan közel a szárhoz, ami valószínűleg védelmet nyújt az ellen, hogy a szél letépje őket.

A virágok specializált rövidhajtásoknak is tekinthetők.

## Vízhajtás
Vízhajtásnak az olyan vékony ágakat nevezik, melyek alvó rügyek aktivizálása során keletkeznek. Tipikusan a hirtelen szabaddá vált, s így erősebb fény hatásának kitett fánál jelentkezik. A faanyag értékcsökkenését okozhatják. A tölgyeknél az elhalt vízhajtás (a „szeg”) behatolhat a gesztbe is.

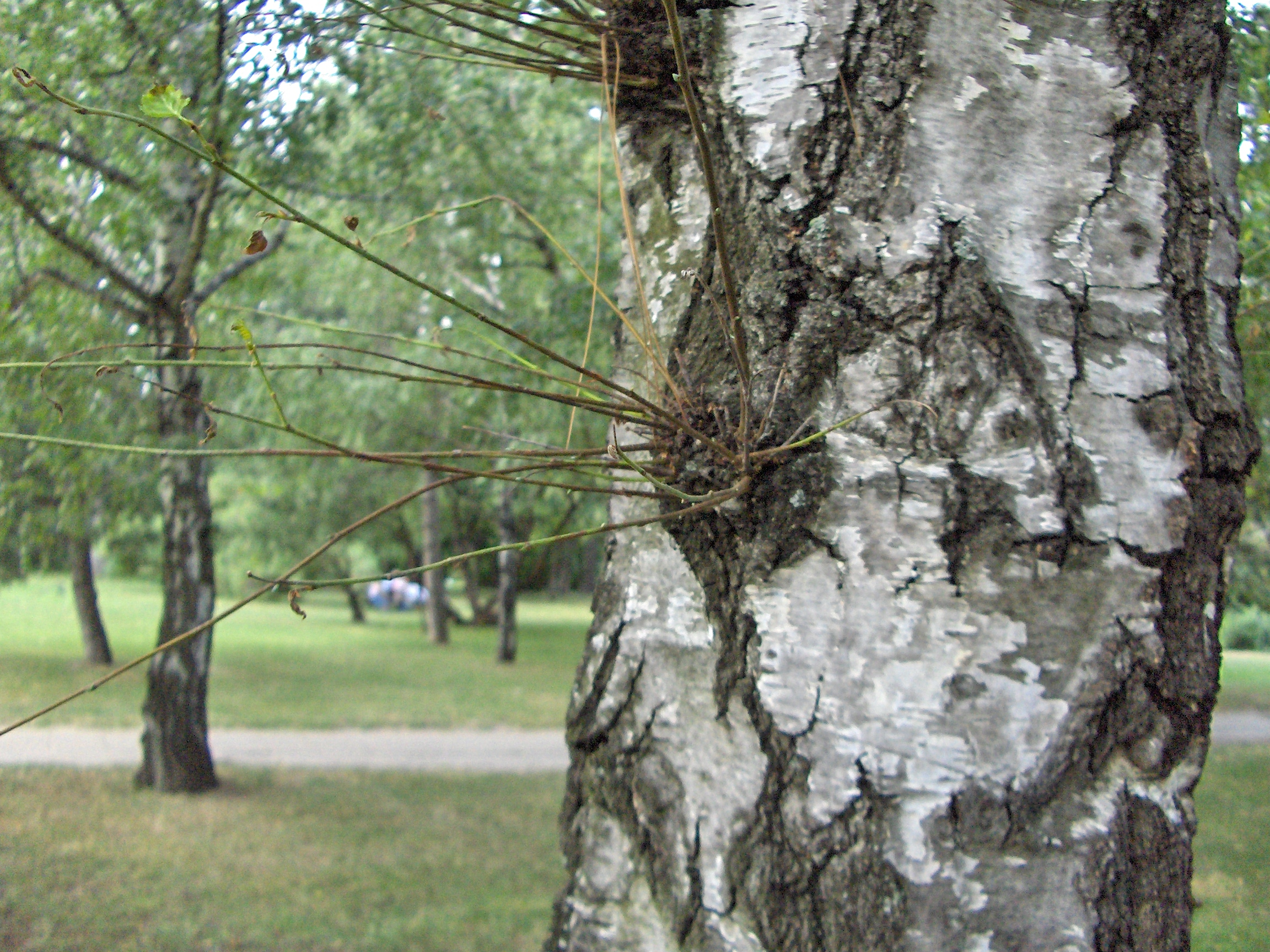
Vízhajtás nyírfán
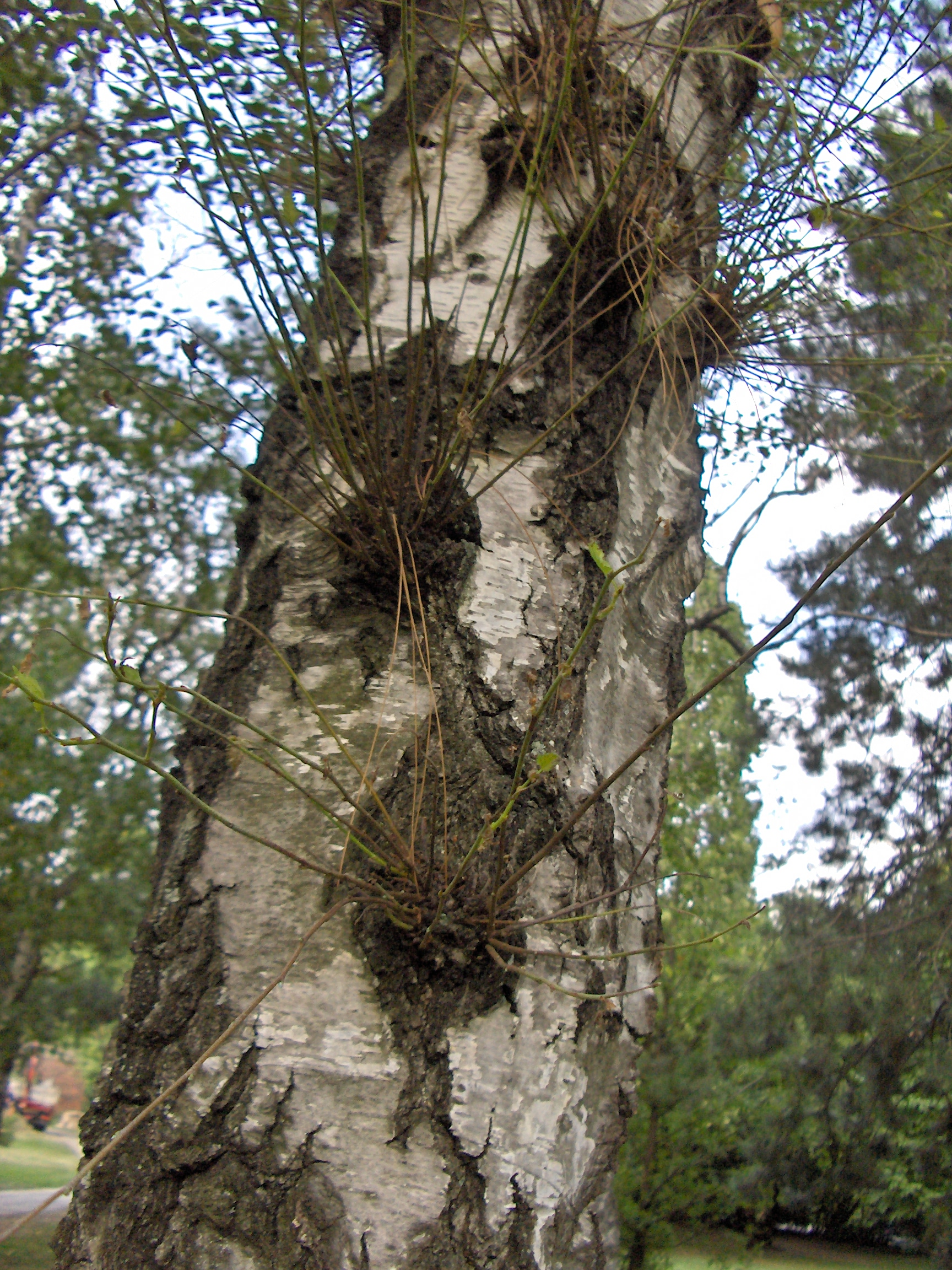
Vízhajtás nyírfán
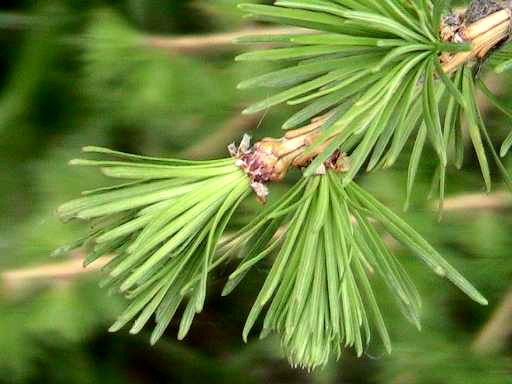
Európai vörösfenyő törpehajtása